# Kril
Kril (znanstveno ime Euphausiacea) je red višjih rakov s približno 110 opisanimi vrstami, ki živijo v vseh svetovnih oceanih. Večinoma so prebivalci odprtega morja - pelaški organizmi, posamezne vrste pa so tudi obalne ali globokomorske.
Večina vrst je drobnih, zrastejo centimeter ali dva v dolžino, le največji predstavniki merijo do 15 cm. Beseda »kril« izvira iz norveščine in v dobesednem prevodu pomeni »ribji zarod«. Del vrst se prehranjuje filtratorsko, tako da s preobraženimi sprednjimi okončinami precejajo fitoplankton in zooplankton (predvsem prvega) iz vode, ostale pa so plenilske in aktivno lovijo manjše predstavnike zooplanktona. Ker se zaradi hitrega razmnoževanja lahko pojavljajo izredno množično, so pomemben del oceanskega ekosistema, saj predstavljajo povezavo med primarnimi producenti in večjimi morskimi organizmi, kot so ribe, glavonožci, pingvini, tjulnji in vosati kiti. Nekaterim od njih predstavlja kril največji delež prehrane. Med bolj znanimi je antarktični kril (Euphausia superba), ki se pojavlja v velikanskih jatah, njegovo biomaso ocenjujejo na 500 milijonov ton.
Človek lovi kril predvsem za hrano ribam v komercialnih ribogojnicah, v manjši meri pa tudi za lastno prehrano (jedo ga predvsem v Rusiji in na Japonskem) in za predelavo v farmacevtski industriji. Ulov antarktičnega krila ocenjujejo na slabih 100.000 ton letno.